# Cooper-serlegpáfrány
A Cooper-serlegpáfrány (Cyathea cooperi) a valódi páfrányok (Pteridopsida) osztályának a páfrányfák (Cyatheales) rendjébe, ezen belül a serlegpáfrányfélék (Cyatheaceae) családjába tartozó faj.

## Előfordulása
A Cooper-serlegpáfrány őshazája Ausztrália. A trópusokon és szubtrópusokon világszerte ültetik, így például Madeira déli felén 800 méterig. Hawaiin agresszív özönnövénynek számít.

## Megjelenése, felépítése
Felálló, vékony törzse legfeljebb 9 méteresre nő. A törzs felületét nagy, elliptikus, a pálmákéra emlékeztető levélripacsok borítják. Az új levelek a törzs tetején nőnek.
Levelei rendszerint 1 méternél jóval hosszabbak, kétszeresen szárnyaltak. A levélkék keskenyek és hosszúak, gyakran mélyen hasadtak; a levél és a levélkék az alap felé mindig erősebben tagoltak, a csúcsokhoz közel a hasábok inkább egybeolvadnak. A fiatal levelek fonákán még jól látható szóruszok az idősebb levelekről többnyire lehullanak.

## Felhasználása
Közvetlen gazdasági haszna nincs; ismert dísznövény.

## Képek

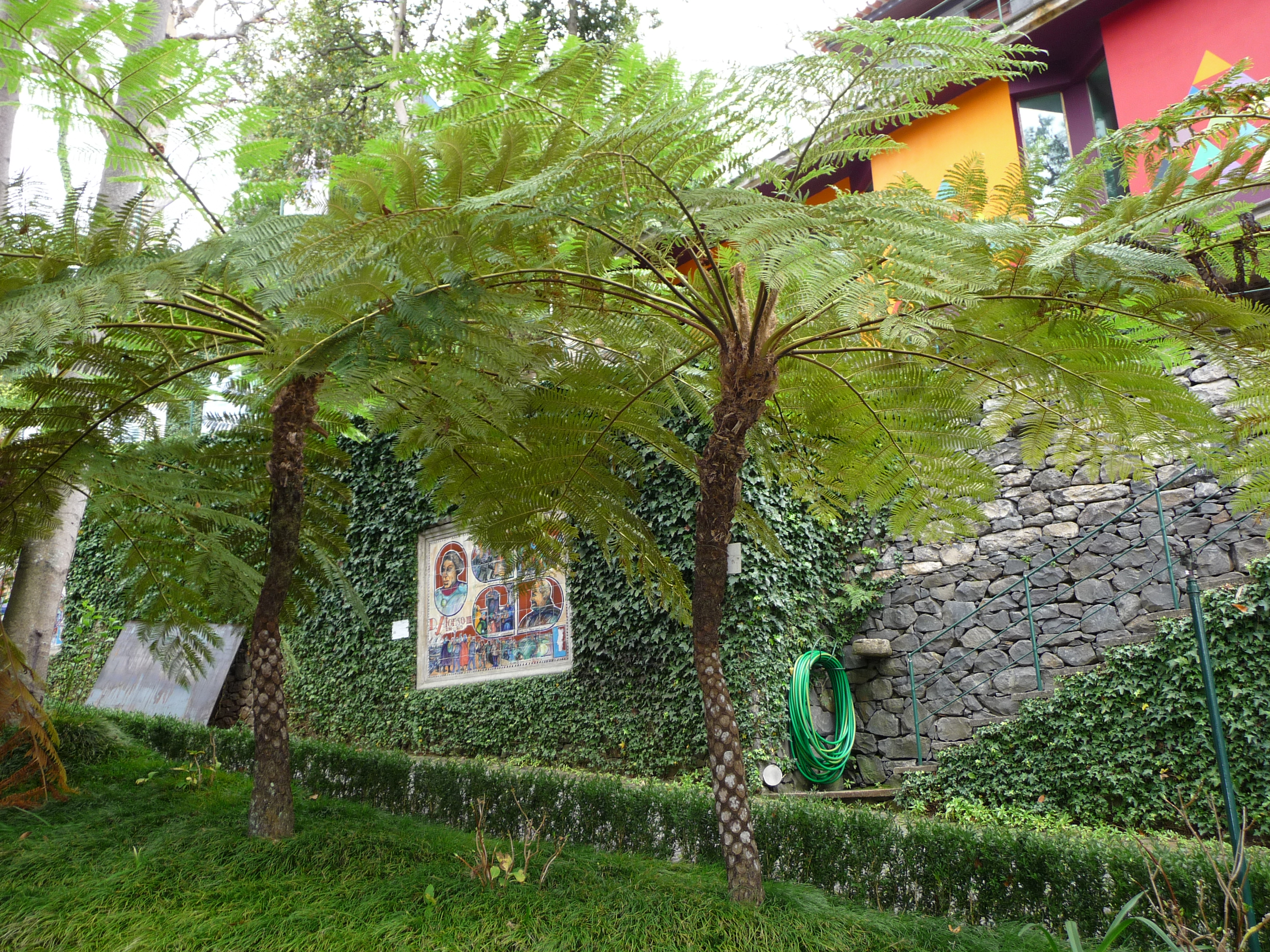
Cooper-serlegpáfrány (Madeira, Monte, Trópusi kert)
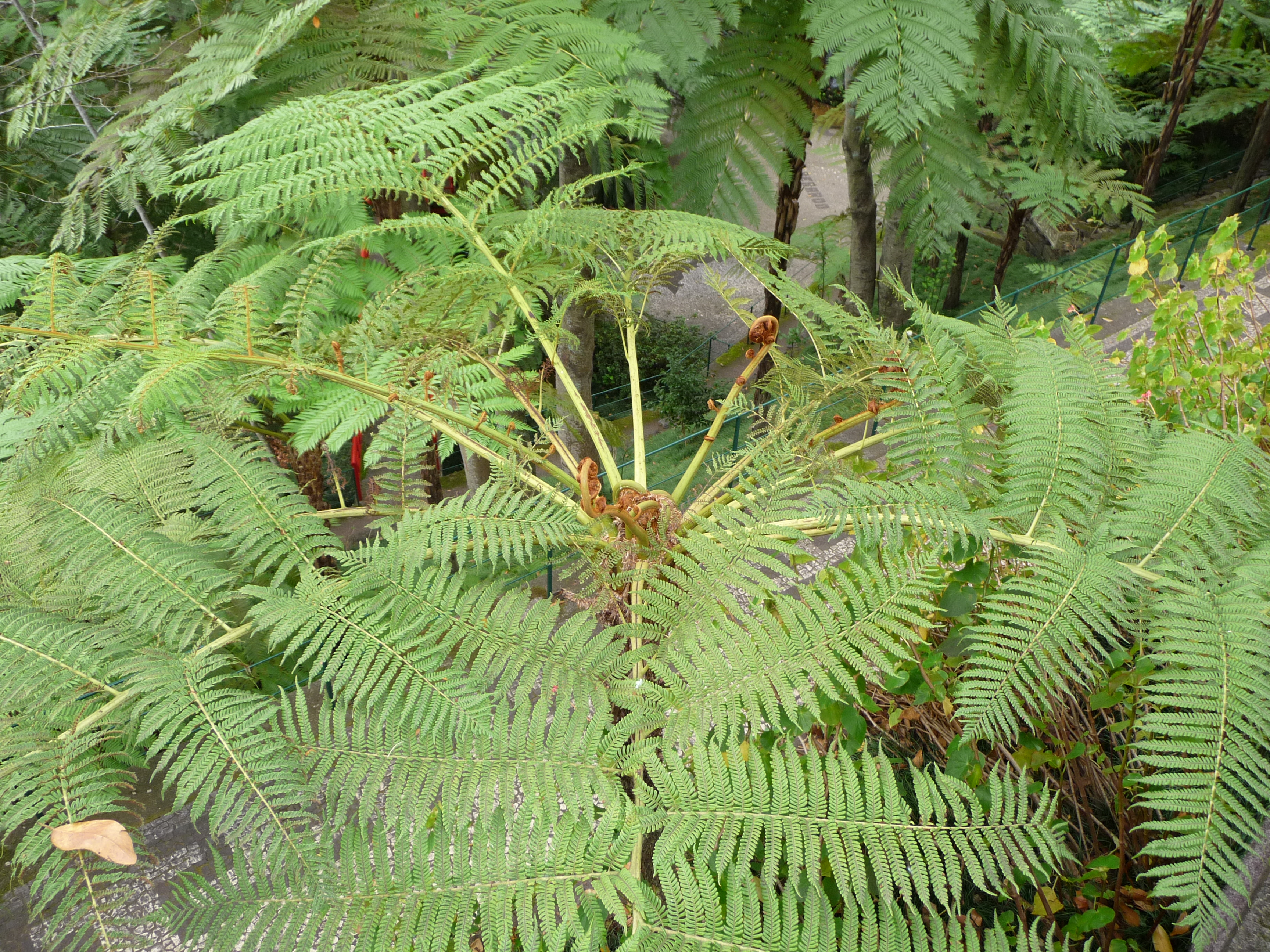
Cooper-serlegpáfrány (Cyathea cooperi) fölülnézetben
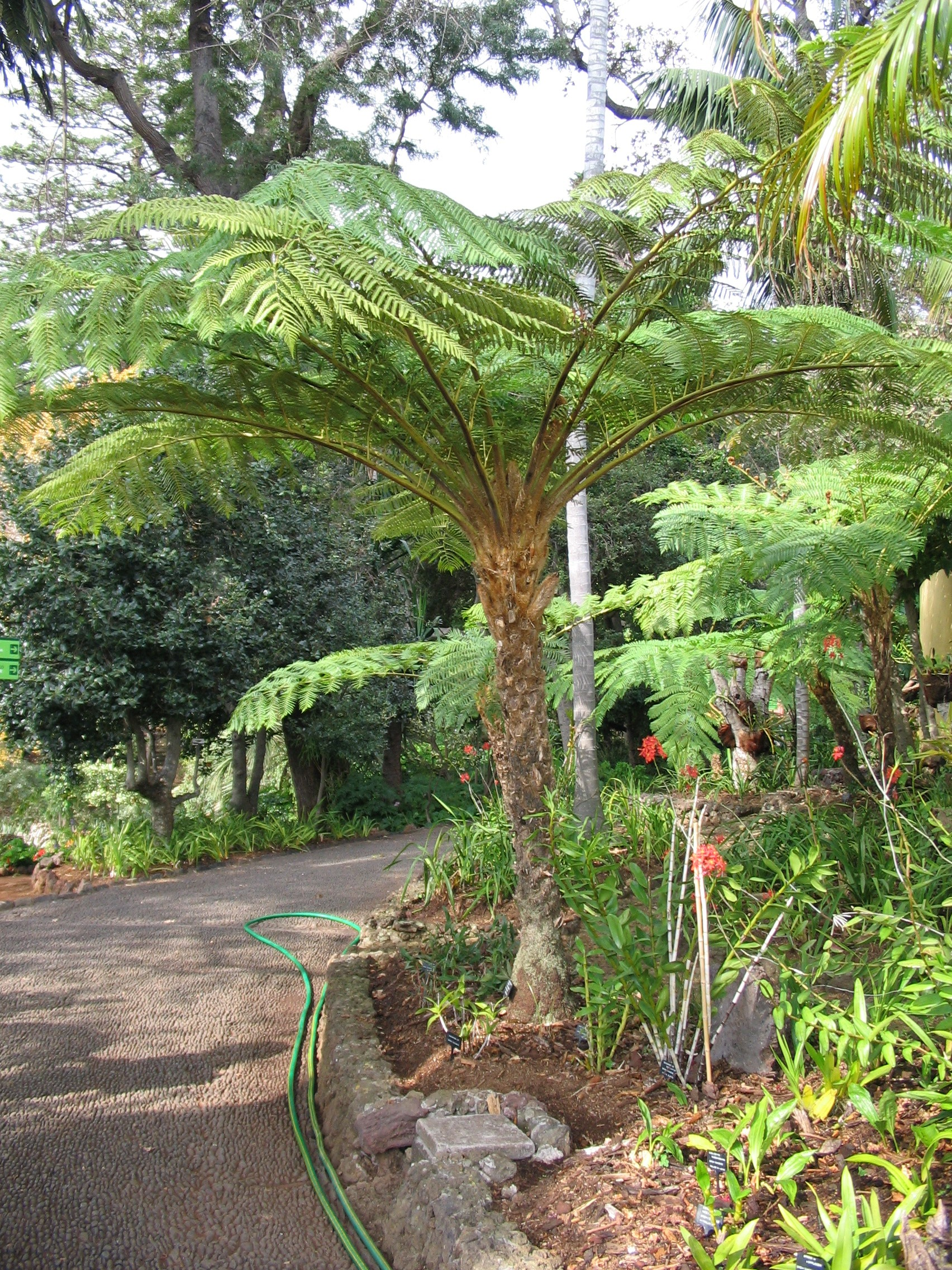
Cooper-serlegpáfrány (Madeira, Funchal, Botanikus Kert)